# Linea BMT Fourth Avenue
La linea BMT Astoria è una linea, intesa come infrastruttura, della metropolitana di New York situata a Brooklyn. I services che attualmente la utilizzano sono le linee D, N e R. Inoltre, la stazione di DeKalb Avenue, è servita anche dalle linee B e Q.

## Percorso
| Unknown route-map component "utvCONTg" |

| Unknown route-map component "utvSTR-" + Unknown route-map component "utv-STR2" | Unknown route-map component "utCONT3" |

|  |  | Unknown route-map component "utvSHI2l-" + Unknown route-map component "utv-STR+1" | Unknown route-map component "utSTR2+4" | Unknown route-map component "utSTRc23" | Unknown route-map component "utCONT3" |

|  |  | Unknown route-map component "utv-STR" | Unknown route-map component "utSTRc1" | Unknown route-map component "utvSTR+4-" + Unknown route-map component "utv-STR+1" + Unknown route-map component "utvSTRe@f~f" | Unknown route-map component "utSTRc4" |

|  |  | Transverse water + Unknown route-map component "utv-STR" | Transverse water + Unknown route-map component "lhvSTR(l)" | Unknown route-map component "uhvSTR" | Transverse water + Unknown route-map component "lhvSTR(r)" |

| Unknown route-map component "utLSTR+l" | Unknown route-map component "utSTRq" | Unknown route-map component "utSTRq" + Unknown route-map component "utHSTACC" | Unknown route-map component "cd" + Unknown route-map component "utdCONTfq" | Unknown route-map component "utvSTRa@g" | Unknown route-map component "cd" |

|  |  | Urban tunnel straight track | Unknown route-map component "cd" | Unknown route-map component "utvÜST" | Unknown route-map component "cd" |

|  |  | Urban tunnel straight track | Unknown route-map component "cd" | Unknown route-map component "utvSTR" + Unknown route-map component "uexlvHST-" | Unknown route-map component "cd" |

|  | Unknown route-map component "utdSTR+l" | Unknown route-map component "utdSTRq" | Unknown route-map component "utSTRq" + Unknown route-map component "utHSTACC" | Unknown route-map component "cd" + Unknown route-map component "utdCONTfq" | Unknown route-map component "utvSTR" | Unknown route-map component "cd" |

|  | Unknown route-map component "utdSTR" | Unknown route-map component "d" | Unknown route-map component "utSHI3l" | Unknown route-map component "utvSHI3+lr-SHI3+l" | Unknown route-map component "utvSHI3+l~RR" | Unknown route-map component "d" |

|  | Unknown route-map component "utdSTR" | Unknown route-map component "d" |  | Unknown route-map component "utvACC-STR" |  | Unknown route-map component "d" |

|  | Unknown route-map component "utdSTR" | Unknown route-map component "d" |  | Unknown route-map component "utvÜST" |  | Unknown route-map component "d" |

|  | Unknown route-map component "utdABZg+l" + Unknown route-map component "utdSTRl" | Unknown route-map component "utdSTRq" | Unknown route-map component "utSTRq" | Unknown route-map component "utvKRZto" | Unknown route-map component "utCONTfq" | Unknown route-map component "d" |

|  |  | Unknown route-map component "utdSTR" | Unknown route-map component "utdSTR2-" | Unknown route-map component "utd-STR+4" |

|  |  |  | Urban tunnel straight track | Unknown route-map component "BL+1" + Unknown route-map component "MASK-c1" + Unknown route-map component "utACCl" | Unknown route-map component "utCONTfq" |

| Unknown route-map component "utLSTRl" | Unknown route-map component "utSTRq" | Unknown route-map component "utSTRq" | Unknown route-map component "utKRZtu" | Unknown route-map component "BL" + Unknown route-map component "utACCq" | Unknown route-map component "utCONTfq" |

|  |  | Unknown route-map component "BLaq" + Unknown route-map component "utACC" | Unknown route-map component "BLr" |

| Unknown route-map component "uhLSTR" |  | Urban tunnel stop on track |  |

| Unknown route-map component "uhSTRl" | Unknown route-map component "uhSTRq" | Urban tunnel straight track + Unknown route-map component "uhHSTq" | Unknown route-map component "uhCONTfq" |

|  | Urban tunnel stop on track |

|  | Urban tunnel stop on track |

|  | Urban tunnel station on track |

|  |  | Unknown route-map component "utABZg2" | Unknown route-map component "utSTRc3" |

|  |  |  | Urban tunnel straight track + Unknown route-map component "utSTRc1" | Unknown route-map component "utSTR+4e@g" + Unknown route-map component "utBHF+4" |  |

|  |  |  | Urban tunnel straight track | Unknown route-map component "uABZ2xl" | Unknown route-map component "uexCONTfq" + Unknown route-map component "uSTRc3" |

|  |  |  | Urban tunnel straight track | Unknown route-map component "uSTRc1" | Unknown route-map component "uCONTl+4" |

|  | Urban tunnel stop on track |

|  | Urban tunnel stop on track |

|  | Unknown route-map component "utACC" |

|  |  |  | Unknown route-map component "utABZgl" | Unknown route-map component "utSTReq" | Unknown route-map component "uCONTfq" |

|  | Unknown route-map component "CONTgq" | Unknown route-map component "umKRZo" + Unknown route-map component "PORTALfg" | Unknown route-map component "CONTfq" |

|  | Urban tunnel stop on track |

|  | Urban tunnel stop on track |

|  | Unknown route-map component "utHSTACC" |

|  | Unknown route-map component "utKHSTe" |